# Chevelle
Chevelle es una banda estadounidense de metal alternativo que se formó en 1995 en el suburbio de Chicago, en Grayslake, Illinois. La banda fue compuesta originalmente por tres hermanos: Pete Loeffler (voz y guitarra), Sam Loeffler (batería y percusión) y Joe Loeffler (bajo y coros) Cuando Joe dejó la banda en 2005, Geno Lenardo le sustituyó hasta que fue reemplazado por el cuñado de Pete y Sam, Dean Bernardini.
Chevelle ha vendido más de cuatro millones de álbumes en los Estados Unidos. El primer álbum de estudio de la banda, Point # 1, fue lanzado en una pequeña discográfica llamada Squint Entertainment. El segundo álbum de Chevelle, Wonder What's Next (8 de octubre de 2002), fue certificado Platino por la RIAA después de su debut en el número 14 en la lista de álbumes de los Estados Unidos, Billboard 200. This Type of Thinking (Could Do Us In) (21 de septiembre de 2004), el tercer álbum de la banda debutó en el n.º 8 y ha sido certificado como Oro. Chevelle lanzó un cuarto álbum, Vena Sera (3 de abril de 2007), un quinto álbum, Sci-Fi Crimes (31 de agosto de 2009) y un sexto álbum Hats Off to the Bull (6 de diciembre de 2011). Su séptimo álbum, La Gárgola, fue lanzado el 1 de abril de 2014. Su octavo álbum, The North Corridor, fue lanzado el 8 de julio de 2016. Su noveno álbum, NIRATIAS, fue lanzado el 5 de marzo de 2021. Otros lanzamientos de Chevelle incluyen dos álbumes en vivo, DVD y una compilación de grupos favoritos de la banda.

## Historia

### Formación, The Blue Album y Point #1 (1995-2001)
La banda es originaria de Grayslake suburbio a las afueras de Chicago, Illinois, se formó en 1995 cuando los hermanos Pete y Sam Loeffler comenzaron a tocar en el garaje de casa de sus padres, su hermano Joe el más pequeño de los 3, se unió en 1995 El nombre de Chevelle vino de la pasión de los miembros de la banda por los autos rápidos, también es el auto favorito de su padre, el Chevrolet Chevelle. La banda comenzó a tocar en pequeños clubes y conciertos en Chicago cuando Joe Loeffler tenía apenas 14 años.
Chevelle grabó un demo de 7 pistas conocida como The Blue Album, lanzada en 1998; y tocó pequeños conciertos durante los próximos tres años hasta que fueron contratados por Steve Taylor en Squint Entertainment, un sello de música cristiana contemporánea. La banda grabó con Steve Albini durante 17 días en los estudios de Electrical Audio y lanzó su primer álbum de larga duración, Point #1 en 1999. Dos sencillos fueron lanzados del álbum con los respectivos vídeos musicales que lo acompañaban, "Point #1" y "Mia". Las canciones recibieron los GMA Dove Awards para la canción más popular "Mia" en 2000 y "Point #1" en 2001. El álbum recibió un premio de "Hard Music Album" en 2000 por los Dove Awards. Point #1 fue bien recibido por The Phantom Tollbooth, un sitio web de música cristiana, y HM Magazine, pero fue criticado por sus repetitivas estructuras en las canciones por Jesús Freak Hideout, un sitio web de música cristiana.

### Wonder What's Next(2001-2003)

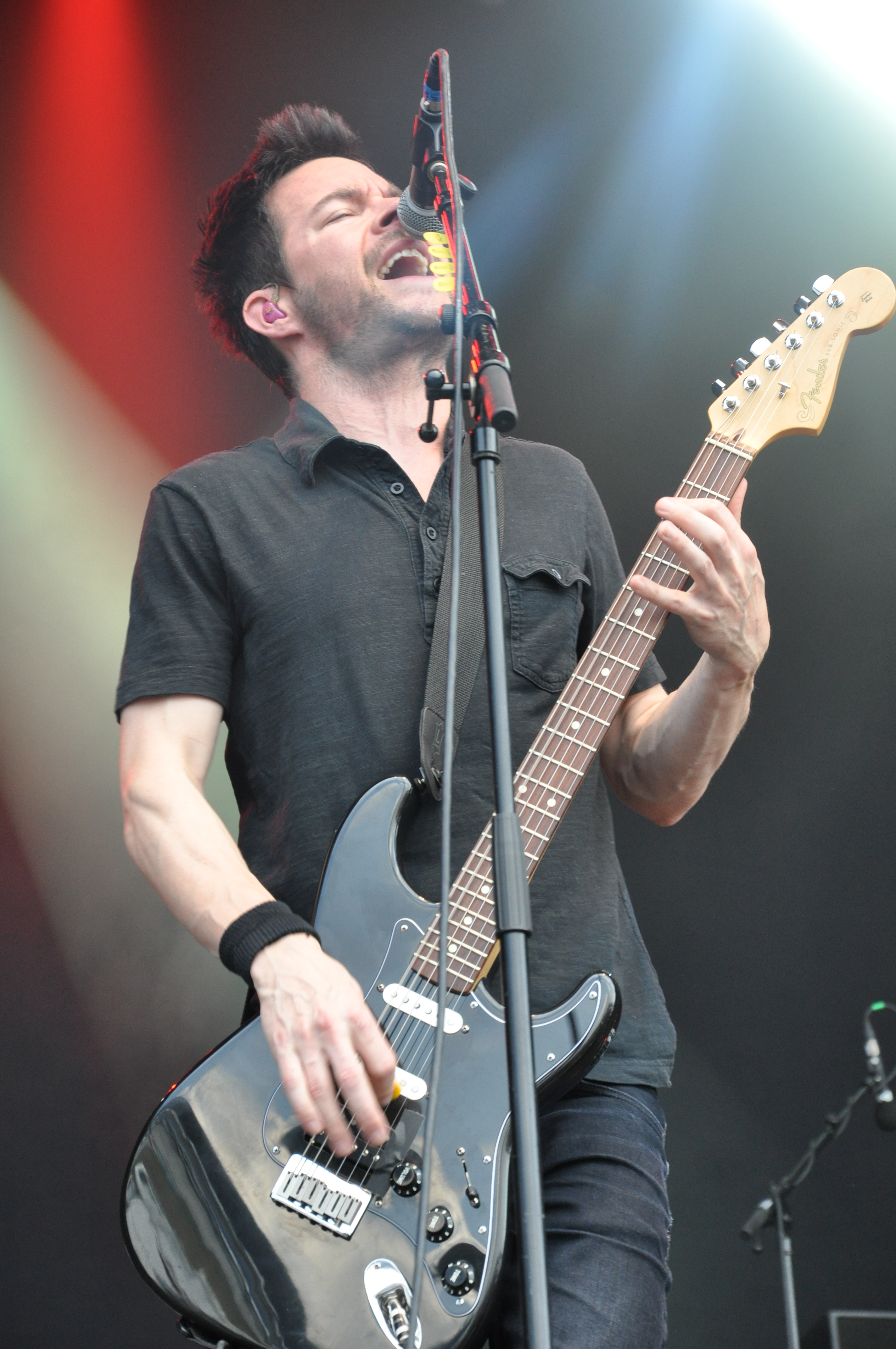
Pete Loeffler, guitarrista y vocalista de la banda.

Chevelle estuvo de gira con bandas como Sevendust, Machine Head, Filter y Powerman 5000 por 4 años antes de que su disquera "Squint Entertainment" cerrara y luego finalmente son firmados por Epic Records en 2002. En el mismo año lanzaron su segundo álbum de estudio "Wonder What's Next"  La banda lanzó el primer sencillo "The Red", el cual alcanzó el #3 del Mainstream Rock Chart con una rotación regular en MTV, el álbum pronto alcanzó el puesto #14 de Billboard 200. Brian O'Neal de All Music dijo: "el álbum ofrece una singularidad que no se encuentra aún en el ámbito más comercial, toda una hazaña". Chevelle lanzó dos sencillos más; "Send the Pain Below", que llegó al puesto #1 en dos listas: mainstream rock y modern rock" y "Closure". Wonder What's Next fue certificado platino por la RIAA con un saldo de ventas de un millón de copias vendidas solo en los Estados Unidos en 2003.
En 2003, Chevelle actuó en el Ozzfest, donde la banda grabó y lanzó su primer álbum en vivo, Live from the Road, y un DVD en vivo, Live from the Norva. La banda viajó por Europa con Audioslave a principios de 2003, y más adelante en el mismo año tocaron en el Music as a Weapon II tour junto con Disturbed, Chevelle apareció en el álbum recopilatorio de la gira, titulado Music as a Weapon II, con las canciones "The Red" y "Forfeit". Keith Miller de EvangelSociety.org fue crítico con Chevelle por viajar en el Ozzfest con bandas como Cradle of Filth que él afirmó, incorporaba fuertes temas satánicos y anticristianos en sus letras. En 2004, Sam Loeffler dijo: "Es algo que probablemente nos va a seguir por siempre y eso está bien, es bastante simple. Originalmente firmamos con una compañía discográfica que estaba respaldada por Word (un sello cristiano de John Tesh y Amy Grant). Point #1 estaba en las librerías cristianas, fue realmente una cosa accidental". Sam también le dijo a Chicago Tribune, "Nuestra fe sigue siendo muy importante para nosotros, pero también es muy personal, ninguno de nosotros siente que ser una banda de rock en el escenario debe ser un pedestal para la predicación".

### This Type of thinking (Could Do Us In)y la salida de Joe Loeffler (2004-2006)
This Type of Thinking (Could Do Us In) fue grabado a principios de 2004 y lanzado en septiembre de 2004 el álbum debutó en el #8 de Billboard 200 y fue certificado oro por la RIAA seis semanas después. Johnny Loftus de AllMusic describe las canciones del álbum como: "fuertes, dinámicas y con sonido predeterminado que no se separan del rock potente". La canción "Vitamin R (Leading Us Along) fue lanzada como primer sencillo del álbum alcanzando la posición #1 en el Mainstream Rock chart. Los otros dos sencillos fueron: "The Clincher" llegando al n.º 3 en el Mainstream rock chart y "Panic Prone" que alcanzó el n.º 26 en la misma lista . Antes del lanzamiento del disco, Chevelle recibió atención cuando "The Clincher" fue incluido en el videojuego Madden NFL 2005.
Poco después del lanzamiento del álbum el más joven de los hermanos, Joe fue despedido de la banda. Debido a las diferentes historias de los miembros de la banda, no está claro si fue despedido o deja la banda por su propia voluntad. Pete y Sam declararon lo siguiente en el sitio oficial de la banda: "Después de 3 años de giras sin parar Joe está tomando un descanso para estar en casa con la familia extrañaremos tenerlo en el camino con nosotros, pero como sus hermanos y compañeros de banda respetamos su decisión y esperamos pronto salir a tocar, nos vemos en la gira". Sin embargo de acuerdo con Ultimate Guitar, Joe dijo que él fue despedido.
La banda promocionó This Type of Thinking (Could Do Us In) con una gira que incluyó grupos de apoyo como Taproot y Thirty Seconds to Mars, y continuó con pequeñas giras en 2005 con Geno Lenardo de la banda Filter. En 2006 Chevelle apoyó a Nickelback para un arena tour a través de los Estados Unidos, con un nuevo bajista permanente, cuñado de los hermanos de Loeffler y amigo de largo tiempo, Dean Bernardini.

### Vena Sera(2006-2008)
En 2006 Chevelle grabó su cuarto álbum de estudio titulado Vena Sera el álbum fue el primero grabado con el bajista Dean Bernardini. Vena Sera fue lanzado en abril de 2007, debutando en el # 12 de Billboard 200 y vendió 62.000 copias durante su primera semana de lanzamiento. El título del álbum significa "Vena Líquida" en latín, representando la sangre y pasión puesta por los miembros de la banda en la realización del mismo, de acuerdo a Pete.

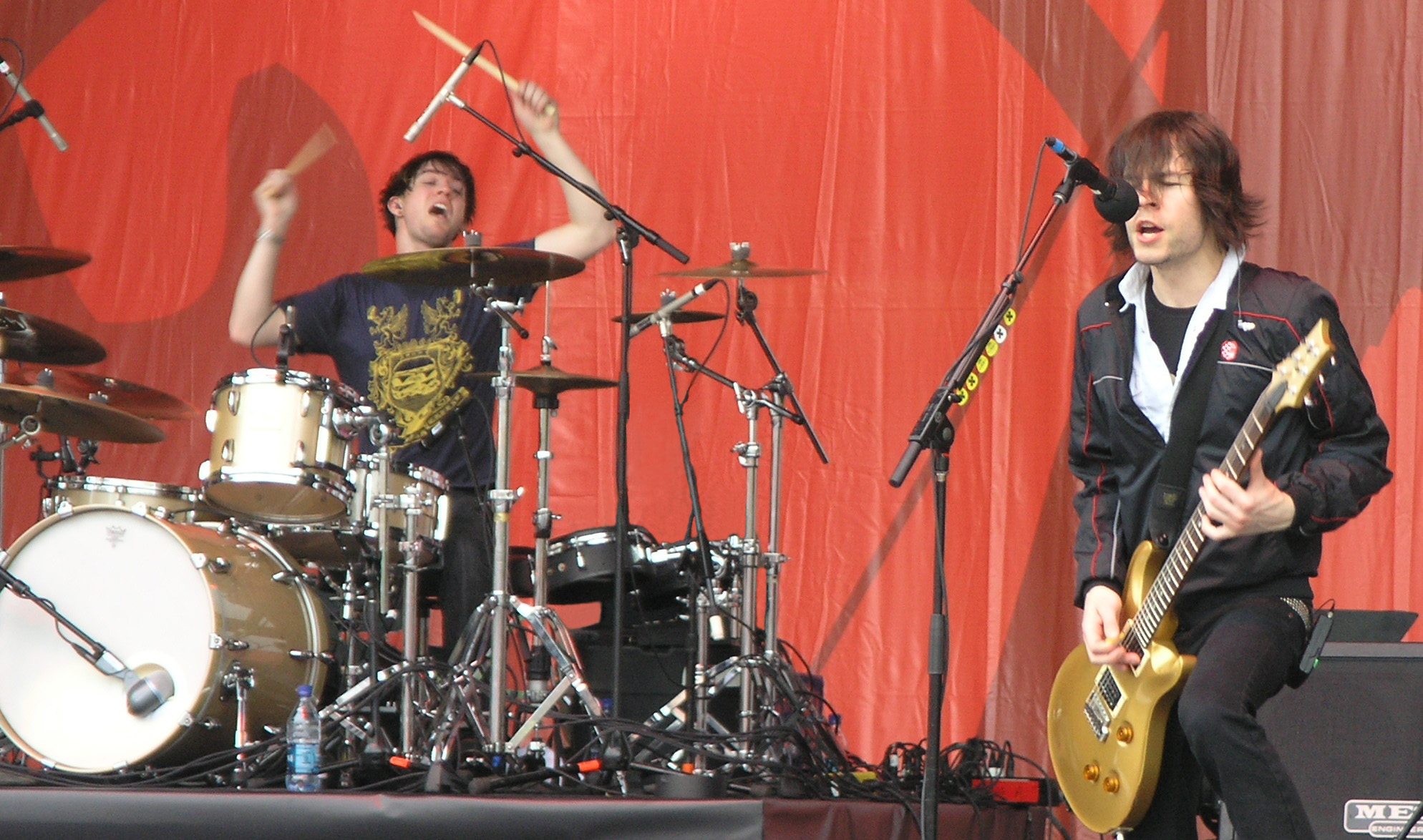
Chevelle en el MyCokeFest del Centennial Olympic Park en Atlanta. 1 de abril de 2007

Corey Apar de Allmusic dijo que "Vena Sera probablemente no decepcionará a los fanáticos, y no lo hizo, por el mero hecho de que básicamente suena igual que otros álbumes de Chevelle". Señaló que la canción "I Get It" "tiene un sonido bajo relativamente más ligero que el resto, que es un buen cambio de ritmo, pero es en última instancia demasiado poco, demasiado tarde" "Well Enough Alone", el primer sencillo del álbum, fue inspirado luego de la salida de Joe Loeffler, y alcanzó el  #4 en Mainstream Rock tracks. Chevelle viajó con Evanescence, Finger Eleven y Strata durante marzo y abril de 2007, seguido por una gira siendo cabeza de cartel con estas dos últimas bandas en mayo y junio. El segundo sencillo del álbum, "I Get It", fue lanzado el 12 de junio de 2007, y un vídeo para la canción debutó en MTV el 27 de noviembre de 2007. Un tercer sencillo con su respectivo vídeo “The Fad” también se lanzó. En julio del mismo año, Chevelle inicia una gira por Australia teniendo como abridores a la banda The Butterfly Effect. En la gira de Australia, el mánager de la banda Rose murió de cáncer, debido también a la ansiedad de estar con la banda.
El 9 de mayo de 2007, durante un show en Fort Worth, Texas, el camión que contenía todo el equipo de la banda fue robado del hotel en el que los miembros se alojaban. La banda publicó un anuncio diciendo: "La mayoría de los artículos están etiquetados como 'Chevelle y si nota algo sospechoso en eBay o en otros sitios de venta online indicando "auténticos" elementos de Chevelle... guitarras, bajos, baterías, amplificadores, tarimas, telones de fondo, camisetas... por favor llame a la policía..." Un mes más tarde en una entrevista, Sam Loeffler dijo: "De las 14 guitarras, tenemos dos de ellas, tenemos algunos amplificadores de nuevo y nuestro sistema de monitores.
Así que en realidad, quiero decir que es genial porque es un poco como la Navidad, sólo muy raro. La gente ha estado llamando y diciendo, 'Hey, te he comprado esto o lo otro', y ya sabes, sólo estamos haciendo nuestro mejor esfuerzo para volver a comprar lo perdido. Y ciertamente no se trata de una cuestión de dinero, se trata de tener las piezas de arte con las que Chevelle ha hecho sus discos.”

### Sci-Fi Crimes, Hats Off to the BullyStray Arrows(2008–2012)

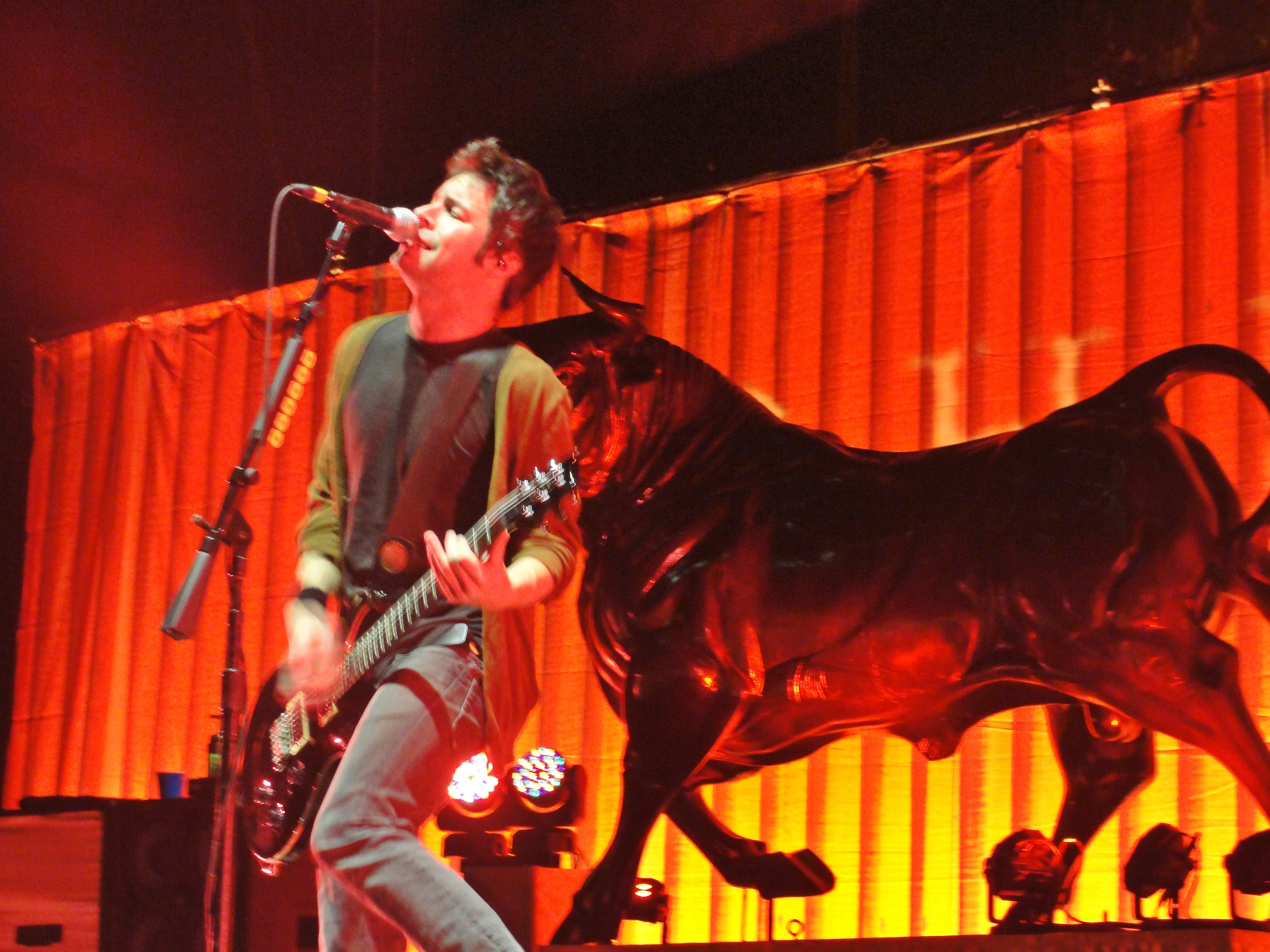
Pete Loeffler tocando en el Laredo Energy Arena en Texas. 14 de agosto del 2012

Chevelle comenzó a escribir canciones para su quinto álbum en 2008. En 2009, la banda entró en un estudio en Nashville, Tennessee, con el productor Brian Virtue. Sam Loeffler dijo: "Hemos pasado mucho tiempo haciendo estas canciones algo diferente de los registros anteriores sin perder la esencia de nuestra pasión. Somos una banda de hard rock melódico y todavía es lo que nos mueve como músicos.” El nuevo álbum titulado Sci-Fi Crimes fue lanzado el 31 de agosto de 2009, alcanzando el puesto número 6 en la lista de álbumes Billboard 200 con unas ventas de alrededor de 46.000, la entrada más alta en la tabla hasta la fecha para la banda. El álbum fue elogiado por Jared Johnson de Allmusic por dar un paso en una nueva dirección con respecto a las letras. Pete Loeffler normalmente escribió letras sobre temas personales, sin embargo en Sci-Fi Crimes, escribió sobre historias incluyendo apariciones, teorías de conspiración y condiciones de sueño erráticas. La gira que siguió al lanzamiento de Sci-Fi Crimes fue en el otoño de 2009. La apertura para Chevelle en esta gira fue de Halestorm, Adelitas Way y After Midnight Project.
En enero de 2011, Chevelle lanzó un CD en vivo / DVD combo titulado Any Last Words. El lanzamiento fue parte del décimo aniversario de Chevelle como banda de grabación. Como una oferta especial para los aficionados, parte del paquete de pre-order incluía una camiseta y el nombre de los fanes en la parte "gracias" del folleto del álbum.
A finales de 2011, Chevelle lanzó Hats Off to the Bull, su sexto álbum de estudio. El primer sencillo del álbum fue titulado "Face to the Floor", que alcanzó el n.º 3 en el Billboard's Rock songs chart. El álbum debutó en el número 20 en las listas Billboard y vendió 43.000 copias en su primera semana de lanzamiento. Joe Barresi, que produjo Hats Off to the Bull dijo del álbum, "En lugar de simplemente suscribirse a una fórmula probada y verdadera, hicieron un esfuerzo consciente para incorporar nuevos sonidos y texturas en sus himnos herméticos patentados. Como resultado, Hats Off to the Bull es una de las propuestas más contagiantes e impresionantes del grupo hasta la fecha ". El crítico de Allmusic, Gregory Heaney, declaró que el álbum es" Pesado y dramático ", el álbum está lleno de riffs estrechamente construidos, dando al álbum una sensación controlada más parecida a una quemadura lenta que a una liberación explosiva y catártica ".
Además, un álbum de recopilación de canciones favoritas de la banda llamado Stray Arrows: A Collection of Favorites, fue lanzado a las tiendas el 4 de diciembre de 2012. La compilación incluye 11 canciones y una canción inédita titulada "Fizgig". La versión Best Buy tiene 15 canciones y la canción "Fizgig".

### La GárgolayThe North Corridor(2013–2019)

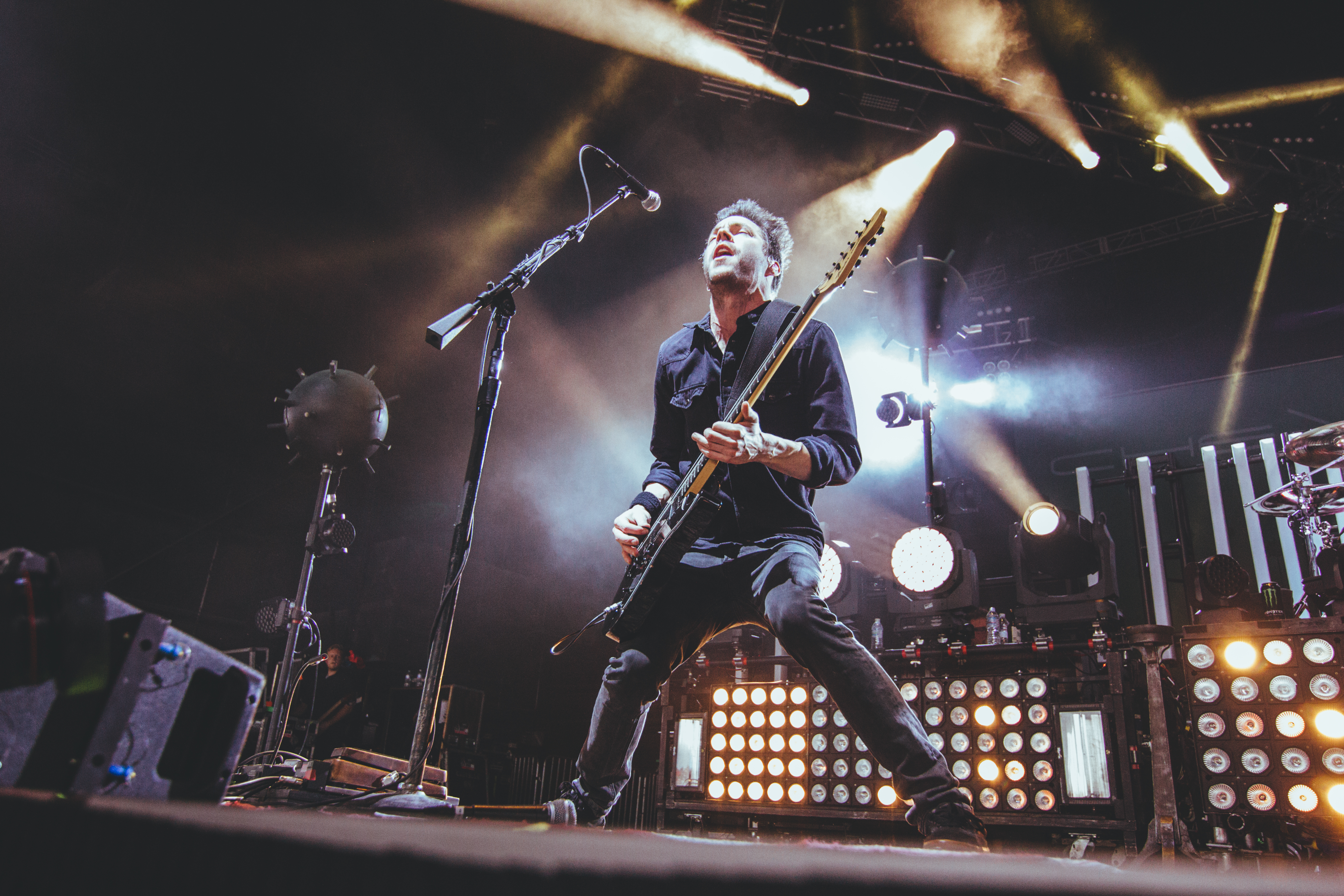
Concierto en mayo del 2014

Después de terminar su gira en apoyo de Hats off to the Bull el 2013, Chevelle entró en el estudio para grabar su séptimo álbum, volviendo a trabajar con Joe Barresi para producir el álbum. La grabación y la producción terminaron a principios de 2014, y la banda anunció el 1 de febrero que el álbum, que sería lanzado el 1 de abril de 2014, se titularía La Gárgola(español de "the gargoyle"). El primer sencillo del álbum, titulado "Take Out the Gunman", debutó el 3 de febrero en el Vevo y el YouTube de la banda, con el sencillo siendo lanzado al día siguiente. El álbum alcanzó el n.º 1 del Rock Album chart en abril de 2014.
En una entrevista con 105.7 The Point el día 23 de mayo de 2015, la banda declaró que después de su último show de su gira en St. Louis, se centrarían en escribir material nuevo y que el trabajo futuro se movería en un sonido más pesado.
El 10 de mayo de 2016, la banda anunció que su nuevo álbum será titulado The North Corridor, el cual fue lanzado el 8 de julio de 2016. El primer sencillo del álbum es "Joyride (Omen)", que se convirtió en su quinta canción en llegar a No 1 en el Hot Mainstream Rock Tracks.
En octubre de 2018, Chevelle lanzó un álbum recopilatorio titulado 12 Bloody Spies, con caras B, versiones, rarezas y remixes. El 20 de septiembre de 2019, Dean Bernardini anunció su salida de la banda.

### NIRATIAS(2020–2024)
El 8 de noviembre de 2020, la banda lanzó una versión acústica de la nueva canción "Endless". La banda lanzó un video musical para su nueva canción, "Self Destructor" el 8 de enero de 2021. La canción es el sencillo principal de su próximo noveno álbum de estudio, NIRATIAS (un acrónimo de "Nothing is real and this is a simulation") que fue lanzado el 5 de marzo de 2021.
El 29 de enero de 2021, la banda lanzó el segundo sencillo del álbum, "Peach". El 19 de febrero de 2021, la banda lanzó el tercer sencillo del álbum, "Remember When". El 8 de marzo de 2021, la banda anunció que el guitarrista y vocalista de ÆGES, Kemble Walters, es su nuevo bajista de gira.
En una entrevista del 17 de marzo de 2021 con Loudwire, Pete Loeffler afirma que a pesar de que la banda vendió más de seis millones de álbumes, no han obtenido ningún dinero con ella. Todo el dinero volvió a Epic. Lo culpa a la firma de un mal contrato al principio de su carrera. El 1 de mayo de 2021, la banda lanzó un video musical de la canción "Mars Simula". "Self Destructor" se incluye en la película de 2021, The Hitman's Wife's Bodyguard.

### Bright as Blasphemy(2024–presente)
En julio de 2024, la banda anunció que firmaron con un nuevo sello discográfico, Alchemy Recordings, y que su décimo álbum estaba previsto tentativamente para septiembre u octubre de ese año. Sin embargo, ambas fechas de lanzamiento se incumplieron y el álbum se retrasó hasta 2025. 
El 25 de marzo de 2025, la banda anunció una nueva gira, con los teloneros Asking Alexandria y Dead Poet Society, programada para comenzar en abril de 2025. Al día siguiente, lanzaron el sencillo "Rabbit Hole (Cowards, Pt. 1)". En una entrevista con Full Metal Jackie sobre "Whiplash" de KLOS, el baterista Sam Loeffler declaró que su próximo álbum era autoproducido. Describió el proceso como "Lo más difícil que hemos hecho [y]... probablemente no valió la pena, pero lo logramos, y podemos decir que lo logramos". Su anterior productor, Joe Barresi, animó a la banda a autoproducir su próximo álbum. Barresi produjo todos los álbumes de la banda desde Hats Off to the Bull (2011). Loeffler también afirmó que la canción "Cowards, Pt. 2" podría ser el segundo sencillo del álbum. 
El 14 de mayo de 2025 se lanzó el video musical de "Rabbit Hole (Cowards, Pt. 1)". El 28 de mayo de 2025 se lanzó el segundo sencillo, "Jim Jones (Cowards, Pt. 2)", junto con el anuncio del décimo álbum de estudio de la banda, Bright as Blasphemy. El álbum se lanzará el 15 de agosto.

## Estilo musical e influencias
Chevelle ha sido clasificado como metal alternativo, post-grunge y hard rock. Los álbumes de la banda, Wonder What's Next y This Type of Thinking (Could Do Us In), ambos han sido descritos como nu metal.
Sus influencias musicales iniciales han sido declaradas por los miembros de la banda como Helmet, The Cure, Tool y Deftones. Chevelle ha sido frecuentemente comparado con Tool a lo largo de su carrera, específicamente cuando la banda lanzó su vídeo musical para "Mia" con una muñeca de arcilla a lo largo del vídeo, muy parecido al vídeo musical de Tool para "Sober" o "Prison Sex". Se dijo que la voz de Pete Loeffler sonaba "un poco" como la de Maynard James Keenan de Tool, y la música de la banda se ha comparado con el tono "oscuro" de la música de Tool.
A pesar de las comparaciones con Tool, muchos críticos como Andree Farias y Andy Argyrakis de Christianity Today y Robert Rich de The Daily Texan han declarado que Chevelle tiene un sonido único en su música. El Daily Texan describió su música como "una especie de caos controlado, una hermosa oscuridad, un suave alboroto de velocidad auditiva", y se apartó de las comparaciones de la banda con Tool al afirmar que "Tool siempre abrazó su lado experimental y publicó comentarios sociales mordaces mientras que Chevelle escribe melodías radio-friendly con significados sutilmente profundos, pero con tonos fácilmente capturados por cualquier oyente ". Andrée Farias, de Christianity Today, ha revisado los tres primeros álbumes de Chevelle, alabándolos como "vocales que conducen las guitarras chocantes y los latidos potentes del bajo"

## Discografía
Álbumes de estudio
- Point #1 (1999)
- Wonder What's Next (2002)
- This Type of Thinking (Could Do Us In) (2004)
- Vena Sera (2007)
- Sci-Fi Crimes (2009)
- Hats Off to the Bull (2011)
- La Gárgola (2014)
- The North Corridor (2016)
- NIRATIAS (2021)
- Bright as Blasphemy (2025)

## Álbumes de estudio
| Año                                    | Detalles de Álbum                                                                                   | Posiciones | Posiciones | Posiciones | Posiciones | Posiciones   | Posiciones | Posiciones | Certificación de Ventas |
| Año                                    | Detalles de Álbum                                                                                   | US         | US Alt.    | US Catalog | US Digital | US Hard Rock | US Rock    | CAN        | Certificación de Ventas |
| -------------------------------------- | --------------------------------------------------------------------------------------------------- | ---------- | ---------- | ---------- | ---------- | ------------ | ---------- | ---------- | ----------------------- |
| 1999                                   | Point #1 - Publicación: 4 de mayo de 1999 - Discográfica: Squint                                    | —          | —          | —          | —          | —            | —          | —          |                         |
| 2002                                   | Wonder What's Next - Publicación: 8 de octubre de 2002 - Discográfica: Epic                         | 14         | —          | 39         | —          | —            | —          | —          | - US: Platinum          |
| 2004                                   | This Type of Thinking (Could Do Us In) - Publicación: 21 de septiembre de 2004 - Discográfica: Epic | 8          | —          | —          | —          | —            | —          | —          | - US: Gold              |
| 2007                                   | Vena Sera - Publicación: 3 de abril de 2007 - Discográfica: Epic                                    | 12         | —          | —          | 12         | —            | 2          | —          |                         |
| 2009                                   | Sci-Fi Crimes - Publicación: 31 de agosto de 2009 - Discográfica: Epic                              | 6          | 1          | —          | 3          | 1            | 3          | 21         |                         |
| 2011                                   | Hats Off to the Bull - Publicación: 6 de diciembre de 2011 - Discográfica: Epic                     | 20         | 5          | —          | 7          | 3            | 5          | —          |                         |
| "—" denota que no entró en las listas. | |            |            |            |            |              |            |            |                         |

## Sencillos
| Año | Sencillo                       | Posiciones | Posiciones | Posiciones | Posiciones | Posiciones | Posiciones | Posiciones | Álbum                                  |
| Año | Sencillo                       | US         | US Alt.    | US Main.   | US Heat.   | US Rock    | CAN Alt    | CAN Rock   | Álbum                                  |
| --- | ------------------------------ | ---------- | ---------- | ---------- | ---------- | ---------- | ---------- | ---------- | -------------------------------------- |
| 1999 | "Point #1"                     | —          | —          | 40         | —          | —          | —          | —          | Point #1                               |
| 2000 | "Mia"                          | —          | —          | —          | —          | —          | —          | —          | Point #1                               |
| 2002 | "The Red"                      | 56         | 4          | 3          | —          | —          | ×          | ×          | Wonder What's Next                     |
| 2003 | "Send the Pain Below"          | 65         | 1          | 1          | —          | —          | ×          | ×          | Wonder What's Next                     |
| 2003 | "Closure"                      | 120        | 11         | 17         | —          | —          | ×          | ×          | Wonder What's Next                     |
| 2004 | "Vitamin R (Leading Us Along)" | 68         | 3          | 1          | —          | —          | ×          | ×          | This Type of Thinking (Could Do Us In) |
| 2005 | "The Clincher"                 | 108        | 8          | 3          | —          | —          | ×          | ×          | This Type of Thinking (Could Do Us In) |
| 2005 | "Panic Prone"                  | —          | —          | 26         | —          | —          | ×          | ×          | This Type of Thinking (Could Do Us In) |
| 2007 | "Well Enough Alone"            | 116        | 9          | 4          | —          | —          | ×          | ×          | Vena Sera                              |
| 2007 | "I Get It"                     | 118        | 4          | 5          | —          | —          | ×          | ×          | Vena Sera                              |
| 2008 | "The Fad"                      | —          | 39         | 13         | —          | —          | ×          | ×          | Vena Sera                              |
| 2009 | "Jars"                         | 110        | 5          | 3          | 14         | 2          | 27         | 34         | Sci-Fi Crimes                          |
| 2009 | "Letter from a Thief"          | —          | 5          | 3          | 20         | 4          | 29         | —          | Sci-Fi Crimes                          |
| 2010 | "Shameful Metaphors"           | —          | 22         | 28         | —          | 25         | —          | —          | Sci-Fi Crimes                          |
| 2011 | "Face to the Floor"            | 110        | 7          | 1          | 16         | 3          | 33         | 8          | Hats Off to the Bull                   |
| 2012 | "Hats Off to the Bull"         | —          | 17         | 1          | —          | 6          | —          | 24         | Hats Off to the Bull                   |
| 2012 | "Same Old Trip"                | —          | —          | 7          | —          | —          | —          | —          | Hats Off to the Bull                   |
| "—" denota que no entró en listas. "×" denotan periodos en los que no había datos archivados.[cita requerida] |                                |            |            |            |            |            |            |            |                                        |

## Álbumes en Video
| Año  | Detalles de Video                                                             |
| ---- | ----------------------------------------------------------------------------- |
| 2003 | Live from the Norva - Publicación: 14 de octubre de 2003 - Discográfica: Epic |
| 2011 | Any Last Words? - Publicación: 11 de enero de 2011 - Discográfica: Epic       |

## Videos musicales
| Año  | Canción                                                                     | Director(es)            |  |
| ---- | --------------------------------------------------------------------------- | ----------------------- |  |
| 1999 | "Point #1"                                                                  | Ulf Buddensieck         |  |
| 2000 | "Mia"                                                                       | Jonathan Richter        |  |
| 2002 | "The Red"                                                                   | Nathan Cox              |  |
| 2003 | "Send the Pain Below"                                                       | Robert Hales            |  |
| 2003 | "Closure" (live at NorVa, 05.23.2003)                                       | Sam Erickson            |  |
| 2004 | "Vitamin R (Leading Us Along)"                                              | Nathan Cox              |  |
| 2005 | "The Clincher"                                                              | Nathan Cox              |  |
| 2007 | "Well Enough Alone"                                                         | Brian Weber             |  |
| 2007 | "I Get It"                                                                  | Citizens of Tomorrow    |  |
| 2008 | "The Fad"                                                                   | Citizens of Tomorrow    |  |
| 2009 | "Jars"                                                                      | Nathan Cox              |  |
| 2009 | "Letter from a Thief"                                                       | P. R. Brown             |  |
| 2010 | "Shameful Metaphors" (live at Verizon Theatre at Grand Prairie, 08.22.2010) | Frankie Nasso           |  |
| 2011 | "Face to the Floor"                                                         | P. R. Brown             |  |
| 2012 | "Hats Off to the Bull"                                                      | P. R. Brown             |  |
| 2021 | "Chevelle - Self destructor"                                                | Emmanuel Cazares Vidal. |  |